# Lycomormium
Lycomormium es un género de orquídeas de hábitos epífitas o terrestres. Tiene cinco especies. Es nativa de Sudamérica (Colombia, Ecuador, Perú).

## Descripción
Se trata de un género muy cercano a Peristeria. De este difiere por el sépalo dorsal de sus flores, unidos en la base a otros sépalos, y por presentar el labelo entero o trilobulado, con el lóbulo medio más corto de los laterales. Todavía hay controversia por si las inflorescencias son erectas o arqueadas que debería servir como diferenciación entre estos géneros, pero parece haber sido abandonada en favor del criterio de otras diferencias florales.

## Distribución
Lycomormium tiene cinco especies de hábitos epífitas o terrestres, de crecimiento cespitoso, se encuentra en la Selva amazónica, en las regiones cercanas a los Andes en Ecuador, Perú y Colombia y  también en las áreas cercanas a las fronteras de Brasil.

## Evolución, filogenia y taxonomía
Fue propuesto por Rchb.f. en Botanische Zeitung. Berlin 10: 833 en 1852. La especie tipo es Lycomormium squalidum  (Poepp. & Endl.) Rchb.f.. Anteriormente Anguloa squalidum Poepp. & Endl.

### Etimología
El nombre del género proviene del griego lico y  mormo, espeluznante, terrible, se refiere al aspecto oscuro de las flores este tipo.

### Especies
- Lycomormium ecuadorense  H.R.Sweet (1974)
- Lycomormium elatum  C.Schweinf. (1943)
- Lycomormium fiskei  H.R.Sweet (1974)
- Lycomormium schmidtii  A.Fernández (1974)
- Lycomormium squalidum  (Poepp. & Endl.) Rchb.f.  (1852 - especie tipo